# Rogožarski R-100
Rogozarski R-100 (tiếng Serbia: Рогожарски Р-100) là một loại máy bay huấn luyện nâng cao và huấn luyện tiêm kích của Nam Tư trước Chiến tranh thế giới II. Có khoảng 26 chiếc được chế tạo, phục vụ trong Không quân Hoàng gia Nam Tư cho đến khi Nam Tư sụp đổ vào năm 1941. Sau đó, 11 chiếc R-100 được Không quân Croatia mới thành lập sử dụng làm máy bay cường kích và 1 chiếc R-100 được Regia Aeronautica (không quân Italy) sử dụng.

## Quốc gia sử dụng
Kingdom of Yugoslavia
- Không quân Hoàng gia Nam Tư 26 chiếc

 Nam Tư
- Không quân SFR Nam Tư – sau chiến tranh.

 NDH
- Không quân Nhà nước Độc lập Croatia

 Ý
- Regia Aeronautica

## Tính năng kỹ chiến thuật
Dữ liệu lấy từ Станојевић, Драгољуб (tháng 12 năm 1982). "Животни пут и дело једног великана нашег ваздухопловства - светао пример и узор нараштајима". Машинство (bằng tiếng (tiếng Serbia)). Quyển 31. Чедомир Јанић. -{YU}--Београд: Савез инжењера и техничара Југославије. tr. 1867–1876.{{Chú thích tạp chí}}:  Quản lý CS1: ngôn ngữ không rõ (liên kết)
Đặc tính tổng quan
- Kíp lái: 1
- Chiều dài: 7,35 m (24 ft 1 in)
- Sải cánh: 10,20 m (33 ft 6 in)
- Chiều cao: 3,00 m (9 ft 10 in)
- Diện tích cánh: 20,56 m2 (221,3 foot vuông)
- Trọng lượng rỗng: 1.024 kg (2.258 lb)
- Trọng lượng có tải: 1.326 kg (2.923 lb)
- Động cơ: 1 × Gnôme-Rhône 7K , 313 kW (420 hp)
- Cánh quạt: 2-lá

Hiệu suất bay
- Vận tốc cực đại: 260 km/h (162 mph; 140 kn) 251
- Tầm bay: 473 km (294 mi; 255 nmi)
- Trần bay: 7.750 m (25.427 ft)
- Vận tốc lên cao: 5,42 m/s (1.067 ft/min)

Vũ khí trang bị

- Súng: *1súng máy Darn 7,7 mm
- Bom: 1 quả bom 100 kg

### Danh sách khác
- Danh sách máy bay quân sự giữa hai cuộc chiến tranh thế giới
- Danh sách máy bay trong Chiến tranh Thế giới II